# Loes Boling
Loesje (Loes) Boling (Amsterdam, 21 februari 1941) is een Nederlands oud-atlete, die in de jaren vijftig en zestig van de vorige eeuw in Nederland bij de vrouwen een vooraanstaande rol speelde bij het discuswerpen en kogelstoten. In de periode van 1955 tot en met 1966 veroverde zij op beide nummers in totaal twaalf nationale titels, waarvan twee bij de junioren, en verbeterde op beide nummers eenmaal het nationale record.

## Biografie
Boling, die zich op vijftienjarige leeftijd aanmeldde bij de toenmalige Amsterdamse damesatletiekvereniging Sagitta, richtte zich aanvankelijk op het hoogspringen, maar kreeg al gauw last van haar knie. Een kapotte meniscus bleek de oorzaak, waaraan ze moest worden geopereerd. Daarna koos zij min of meer gedwongen voor de werpnummers. Deze noodoplossing pakte goed uit, want voor de werpnummers bleek ze aanleg te hebben, met name voor het discuswerpen en kogelstoten. Reeds in 1959 als A-meisje veroverde zij bij het discuswerpen haar eerste gouden medaille bij de Nederlandse seniorenkampioenschappen. Een jaar later voldeed zij met een discusworp van 48,14 m zelfs aan de limiet voor deelname aan de Olympische Spelen in Rome, maar werd zij desondanks door de KNAU niet uitgezonden. Men vond haar kennelijk nog te jong. Boling zelf interesseerde het weinig; ze had zich er simpelweg nog helemaal niet mee bezig gehouden.
Na haar eerste nationale titel in 1959 bij het discuswerpen zouden er op dit nummer nog vijf volgen. Op het onderdeel kogelstoten, waarop zij in die periode vooral tegenstand had te duchten van de Beverwijkse DEM-atlete Corrie van Wijk en clubgenote Els van Noorduyn, trok zij in de periode 1962-1966 viermaal aan het langste eind.
Boling, in het dagelijks leven lerares lichamelijke opvoeding, zette aan het eind van 1966 een punt achter haar atletiekloopbaan. Zij was toen op beide werpnummers nationaal recordhoudster (kogelstoten 15,37 m, discuswerpen 48,86 m).
Boling trouwde in 1970 met Peter Siekman, die een advocatenpraktijk had. Siekman overleed in 2015.

## Kampioenschappen

### Internationale kampioenschappen
| Onderdeel    | Titel                | Jaar |
| ------------ | -------------------- | ---- |
| discuswerpen | Engels AAA-kampioene | 1962 |

### Nederlandse kampioenschappen
| Onderdeel    | Jaar                               |
| ------------ | ---------------------------------- |
| kogelstoten  | 1962, 1964, 1965, 1966             |
| discuswerpen | 1959, 1962, 1963, 1964, 1965, 1966 |

## Persoonlijke records
| Afstand      | Prestatie       | Datum            | Plaats    |
| ------------ | --------------- | ---------------- | --------- |
| kogelstoten  | 15,37 m (ex-NR) | 28 augustus 1965 | Amsterdam |
| discuswerpen | 49,03 m *       | 16 augustus 1964 | Amsterdam |

 *Deze prestatie is nooit erkend als Nederlands record, omdat de voorkant van de discusring 5 cm lager bleek te liggen dan de achterkant.

## Palmares

### kogelstoten
- 1962:  NK - 13,94 m
- 1964:  NK - 14,81 m
- 1965:  NK - 14,61 m
- 1966:  NK - 14,78 m

### discuswerpen
- 1959:  NK - 44,67 m
- 1960:  NK - 45,98 m
- 1960:  Gouden Spike - 47,27 m
- 1961:  NK - 47,61 m
- 1962:  NK - 44,40 m
- 1962:  Engelse AAA-kamp. - 47,32 m
- 1963:  NK - 42,94 m
- 1964:  NK - 47,75 m
- 1965:  NK - 46,18 m
- 1966:  NK - 45,84 m